# Герб Усть-Ордынского Бурятского округа
Герб Усть-Ордынского Бурятского округа — официальный символ Усть-Ордынского Бурятского округа, административно-территориальной единицы с особым статусом в составе Иркутской области Российской Федерации. Принят как герб Усть-Ордынского Бурятского автономного округа, в 2009 году упразднён, в 2011 году вновь утверждён в современном статусе. Герб внесён в Государственный геральдический регистр Российской Федерации под регистрационным номером 220.

## Описание
Официальное описание герба:
В скошенном справа серебряном и зелёном щите — золотой безант (шар, круг), сопровождаемый четырьмя малыми безантами в крест и обременённый серебряной триадой — светилом о трёх лучах в виде волн, бегущих в сторону, обратную ходу солнца; один из лучей обращён вправо
Авторы — Тумэн Манжеев и Марина Дамбиева.

## Символика
Герб Усть-Ордынского Бурятского округа представляет собой изображение на бело-зелёном щите золотого круга, выступающего как солярный знак и олицетворяющего совершенство мира, образ вселенной, земли и отдельного родового племени, — в котором заключена триада, белого цвета. Триада — наиболее яркий и характерный элемент орнамента предбайкальских бурят — выступает как движение. По четырём сторонам круга располагаются золотые кружочки, как изображение четырёх сторон света. Центр триады совмещён с центром большого круга.
- белый — пространство небес, совершенная пустота, из которой рождается вселенная, белизна молока, импульс к развитию, священный, божественный цвет, используемый для обрядов очищения и исцеления.
- зелёный — цвет бессмертия и самой природы, символ воскресения и обновления, символизирует уникальную флору и фауну, лесные богатства округа.
- золотой — богатство края, солнечный свет, цвет счастья и благополучия[2].

## История
В советское время и в первой половине 1990-х гг. округ своей символики не имел. В 1997 году был объявлен конкурс на лучший герб города, который выиграли художники из Улан-Удэ Тумэн Манжеев и Марина Дамбиева.
25 июня 1997 года был утверждён Закон Усть-Ордынского Бурятского автономного округа № 19-ОЗ «О гербе и флаге Усть-Ордынского Бурятского автономного округа». Герб был аналогичен современному, описание незначительно отличалось от существующего ныне, например, фигура в центре герба называлась описывалась как «триада» и «алагбар». В последующем в закон несколько раз вносились изменения, однако они не касались внешнего вида герба. Согласно закону от 28 января 2000 года фигура в центре герба стала называться только «триадой».
1 января 2008 года был образован новый субъект Российской Федерации — Иркутская область, в составе которой Усть-Ордынский Бурятском округ стал административно-территориальной единицей с особым статусом. В 2009 году закон о символике Иркутской области стал действовать и на территории округа, предыдущий закон о символике округа были отменены.
7 июля 2011 года был принят закон Иркутской области №54-ОЗ «О символике Усть-Ордынского Бурятского округа», утвердивший современный герб.

## Примечание
1. ↑  Геральдика.ру. Государственный геральдический регистр Российской Федерации. sovet.geraldika.ru. Архивировано 20 сентября 2020 года.
2. 1 2  Закон Иркутской области от 07 июля 2011 года N 54-оз «О символике Усть-Ордынского Бурятского округа»
3. 1 2  Как создавалась символика округа. Байкал Инфо. Дата обращения: 10 декабря 2020.
4. ↑  Закон Усть-Ордынского Бурятского автономного округа от 25 июня 1997 года N 19-оз «О гербе и флаге Усть-Ордынского Бурятского автономного округа Архивная копия от 21 ноября 2018 на Wayback Machine».
5. ↑  Закон Усть-Ордынского Бурятского автономного округа от 18 сентября 1997 года N 21-ОЗ «О внесении изменений в Закон Усть-Ордынского Бурятского автономного округа "О гербе и флаге Усть-Ордынского Бурятского автономного округа" Архивная копия от 23 ноября 2018 на Wayback Machine»

Закон Усть-Ордынского Бурятского автономного округа от 28 января 2000 года N 123-ОЗ «О внесении изменений в Закон Усть-Ордынского Бурятского автономного округа "О гербе и флаге Усть-Ордынского Бурятского автономного округа" Архивная копия от 22 ноября 2018 на Wayback Machine»

Закон Усть-Ордынского Бурятского автономного округа от 1 июля 2003 года N 118-ОЗ «О внесении изменений в Закон Усть-Ордынского Бурятского автономного округа "О гербе и флаге Усть-Ордынского Бурятского автономного округа" Архивная копия от 22 ноября 2018 на Wayback Machine»
6. ↑  Закон Иркутской области от 27 марта 2009 года N 12-оз «О распространении действия Закона Иркутской области "О гербе и флаге Иркутской области" на всю территорию нового субъекта Российской Федерации - Иркутской области, внесении в него изменений и признании утратившими силу отдельных законов Усть-Ордынского Бурятского автономного округа Архивная копия от 24 июля 2020 на Wayback Machine»